# Pascal N’Zonzi

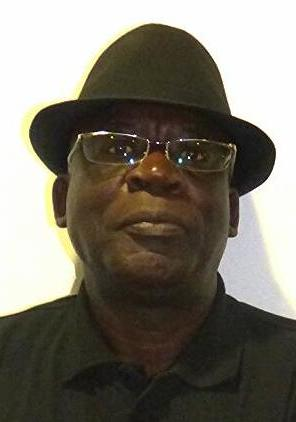
Pascal N’Zonzi (2016)

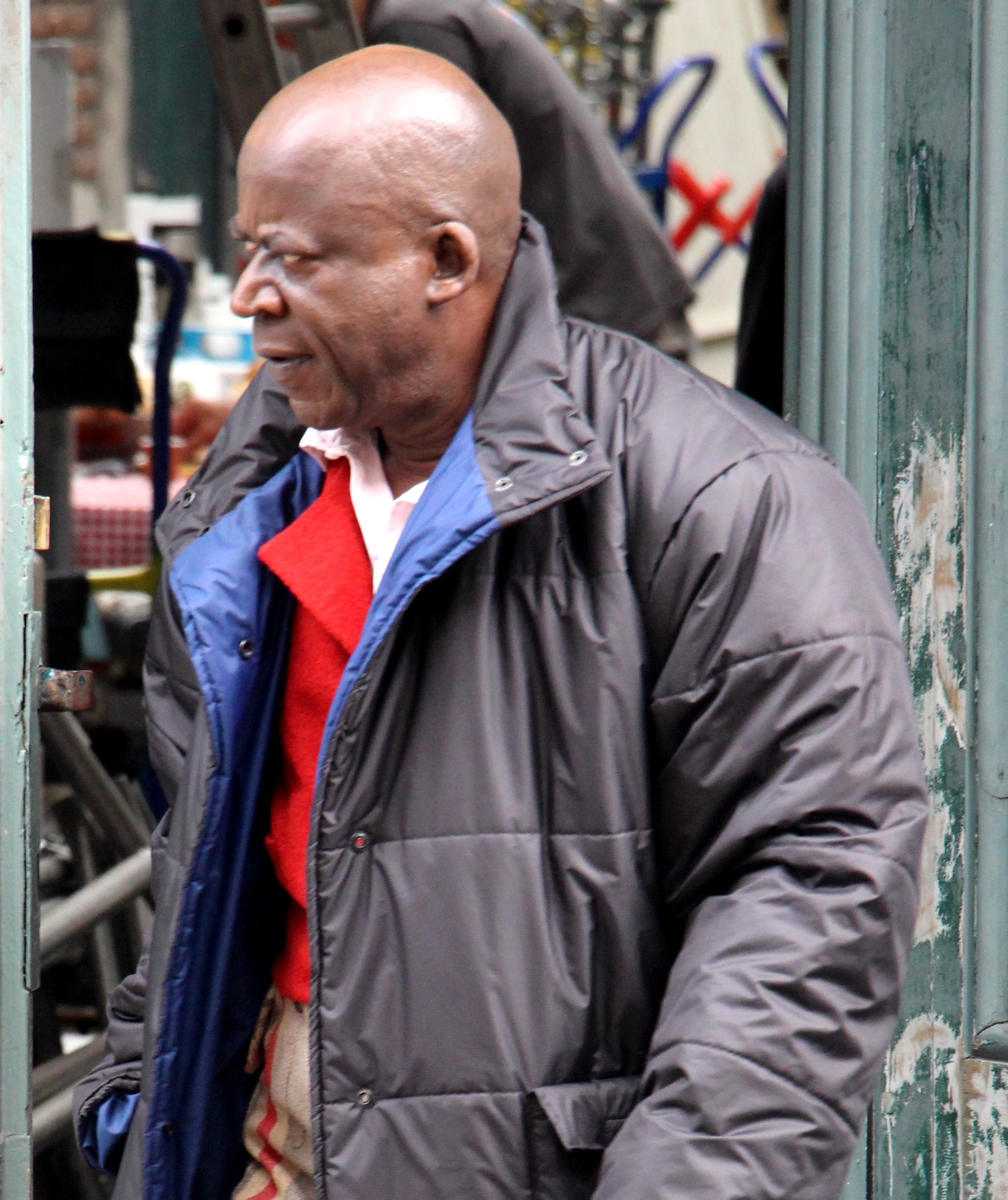
N’Zonzi bei Dreharbeiten zu Die Besucher im Juni 2015

Pascal N’Zonzi (* 1. Januar 1951 in Lutendele, damaliges Französisch-Äquatorialafrika, heutige Republik Kongo) ist ein kongolesischer Schauspieler, der regelmäßig im französischen Film spielt.

## Leben und Karriere
Der aus dem französischsprachigen Kongo kommende N’Zonzi nahm ersten Schauspielunterricht in Brazzaville, später auch am Conservatoire national supérieur d’art dramatique in Paris. Er arbeitete später sowohl im Kongo als auch in Frankreich als Schauspieler. In seiner langen Karriere war N’Zonzi zudem häufiger als Theaterregisseur tätig und zeigte sich hierbei von den Werken Aimé Césaires beeinflusst. Er adaptierte besonders häufig die Werke von Arthur Rimbaud für die Bühne. 
Sein Filmdebüt machte N’Zonzi bereits im Jahr 1970 mit einem kleinen Auftritt in Der Löwe mit den sieben Köpfen. Seine Filmrollen in den folgenden Jahrzehnten, unter anderem als Taxigast in Jim Jarmuschs Night on Earth, waren in der Regel kurzer Natur. 2012 hatte er eine komödiantische Nebenrolle als Priester in der Krimikomödie Paulette mit Bernadette Lafont. Endgültig einem breiteren Publikum bekannt wurde er 2014 durch seine Darstellung des ivorischen Familienpatriarchen André Koffi in der Komödie Monsieur Claude und seine Töchter, die auch in Deutschland mehr als drei Millionen Kinozuschauer hatte. In den Fortsetzungen Monsieur Claude 2 (2019) und Monsieur Claude und sein großes Fest (2021) bekleidete N’Zonzi diese Rolle erneut.
Der Schauspieler lebt mit seiner Familie seit 1991 in der kleinen französischen Gemeinde Villampuy.

## Filmografie (Auswahl)
- 1970: Der Löwe mit den sieben Köpfen (Der Leone Have Sept Cabeças)
- 1981: Der Profi (Le Professionel)
- 1983: Ticket ins Chaos (Banzai)
- 1989: Milch und Schokolade (Romuald et Juliette)
- 1991: Night on Earth
- 1995: Alles kein Problem (Les trois frères)
- 2000: Lumumba
- 2002: Carnages
- 2005: Kiriku und die wilden Tiere (Kirikou et les Bêtes sauvages; Zeichentrickfilm, Stimme)
- 2011: Die Katze des Rabbiners (Le chat du rabbin)
- 2013: Paulette
- 2014: Le crocodile du Botswanga
- 2014: Monsieur Claude und seine Töchter (Qu’est-ce qu’on a fait au Bon Dieu?)
- 2016: Die Besucher – Sturm auf die Bastille (Les visiteurs: La révolution)
- 2019: Monsieur Claude 2 (Qu’est-ce qu’on a encore fait au Bon Dieu?)
- 2020: Boutchou
- 2021: Monsieur Claude und sein großes Fest (Qu’est-ce qu’on a tous fait au Bon Dieu?)